# Nearctopsylla martyoungi
Nearctopsylla martyoungi är en loppart som beskrevs av Hubbard 1954. Nearctopsylla martyoungi ingår i släktet Nearctopsylla och familjen mullvadsloppor. Inga underarter finns listade i Catalogue of Life.